# ハリー・ゴードン
ハリー・ゴードン（Harry Gordon, 1925年 - ）は、オーストラリア出身の作家。本名同じ。
ジャーナリストとしてオーストラリアの新聞社『メルボルン・サン』、『ヘラルド』、『ウィークリー・タイムズ』の編集長を務める。歴史家としても活動している。

## 著作
- 『 Die Like The Carp ! 』
- 『 Voyage From Shame 』 （クイーンズランド大学出版局）
- 『俎上の鯉　カウラ収容所日本人捕虜集団脱走事件』（豊田穣訳、双葉社、1979年）
- 『生きて虜囚の辱めを受けず　カウラ第十二戦争捕虜収容所からの脱走』（山田真美訳、清流出版、1995年）

## 役職歴
- APP通信委員長
- 豪日交流基金副理事長
- オーストラリア国立戦争平和記念館顧問
- アテネオリンピック (2004年)大会役員

## 受賞歴
- 聖ミカエル・聖ジョージ勲章
- 国連メディア平和賞金賞